# خافيير مانكيو
خافيير مانكيو غايتان (بالإسبانية: Javier 'Javi' Manquillo Gaitán)‏ وهو لاعب كرة قدم إسباني بمركز الظهير الأيمن ولد في يوم 5 مايو 1994 في مدينة مدريد عاصمة إسبانيا يلعب حالياً مع نيوكاسل يونايتد في الدوري الإنجليزي الممتاز كما سبق له اللعب مع أتلتيكو مدريد وريال مدريد وليفربول ويبلغ طوله 178 سم ولعب مع منتخب إسبانيا في فئات عمرية مختلفة.

## روابط خارجية
- خافيير مانكيو على موقع الاتحاد الدولي (مؤرشف)  (الإنجليزية)
- خافيير مانكيو على موقع الاتحاد الأوربي (الإنجليزية)
- خافيير مانكيو على موقع إي إس بي إن إف سي (الإنجليزية)
- خافيير مانكيو على موقع قاعدة بيانات كرة القدم.إي يو (الإنجليزية)
- خافيير مانكيو على موقع ليكيب (الفرنسية)
- خافيير مانكيو على موقع Soccerbase.com (لاعب) (الإنجليزية)
- خافيير مانكيو على موقع Soccerway.com (الإنجليزية)
- خافيير مانكيو على موقع عالم كرة القدم.نت (الإنجليزية)
- خافيير مانكيو على موقع كووورة
- خافيير مانكيو على موقع AS.com (الإسبانية)